# Sageretia thea
Sageretia thea är en brakvedsväxtart som först beskrevs av Pehr Osbeck, och fick sitt nu gällande namn av M.C. Johnston. Sageretia thea ingår i släktet Sageretia och familjen brakvedsväxter.

## Underarter
Arten delas in i följande underarter:
- S. t. thea
- S. t. bornmuelleri
- S. t. brandrethiana
- S. t. cordiformis
- S. t. tomentosa

## Bildgalleri

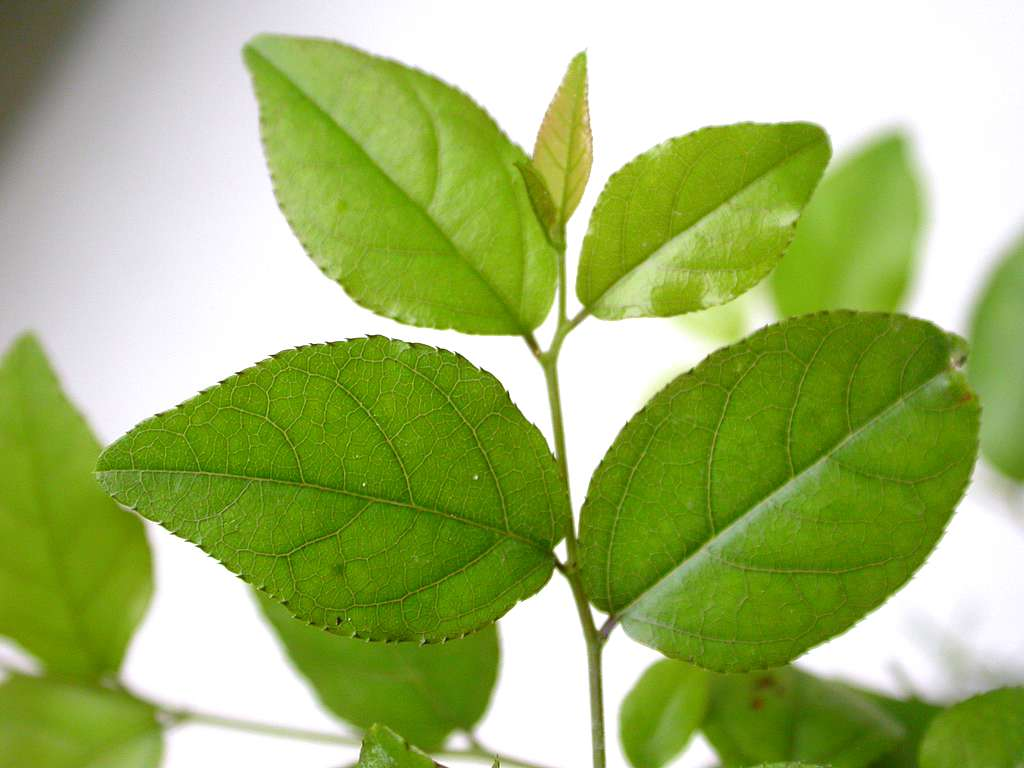
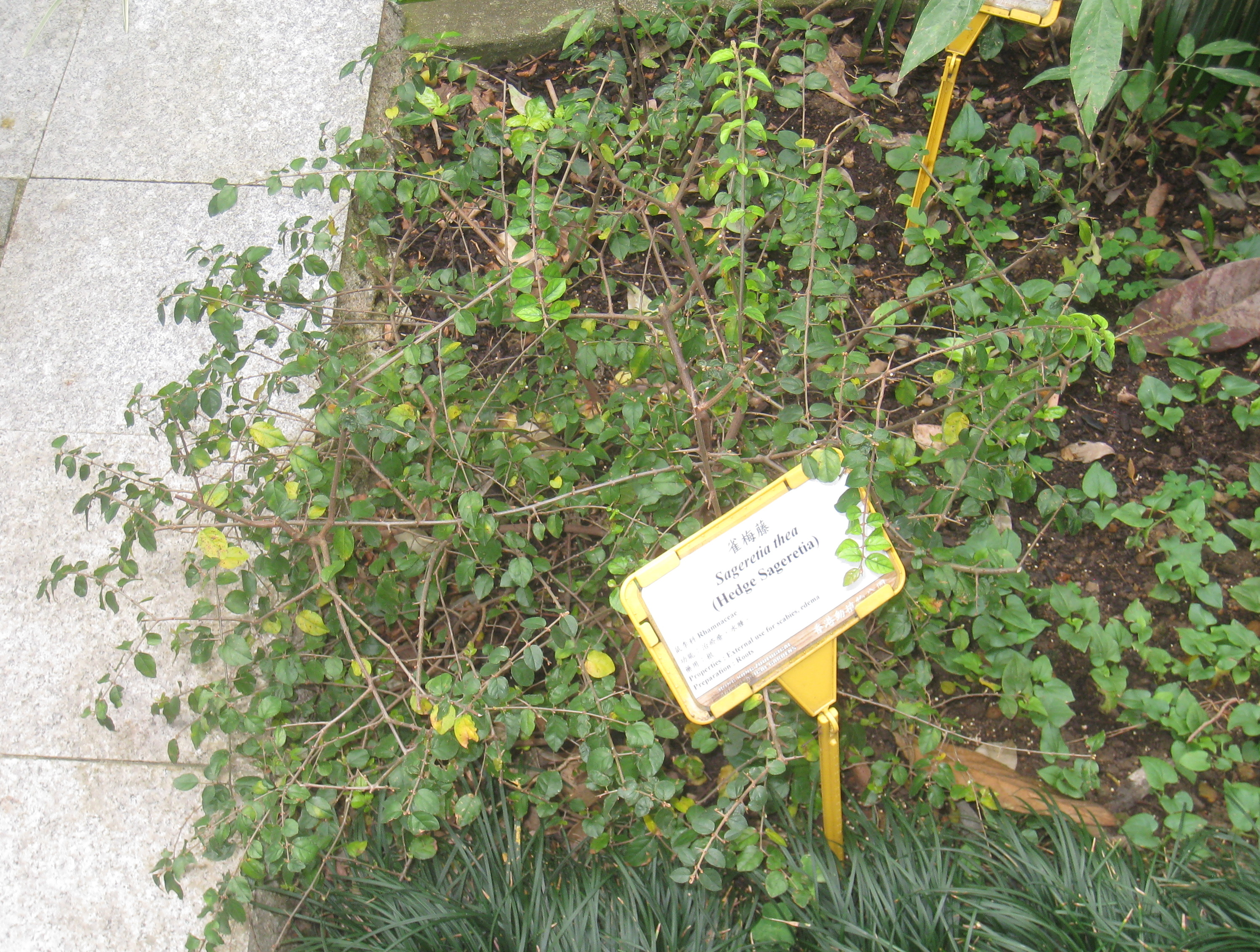
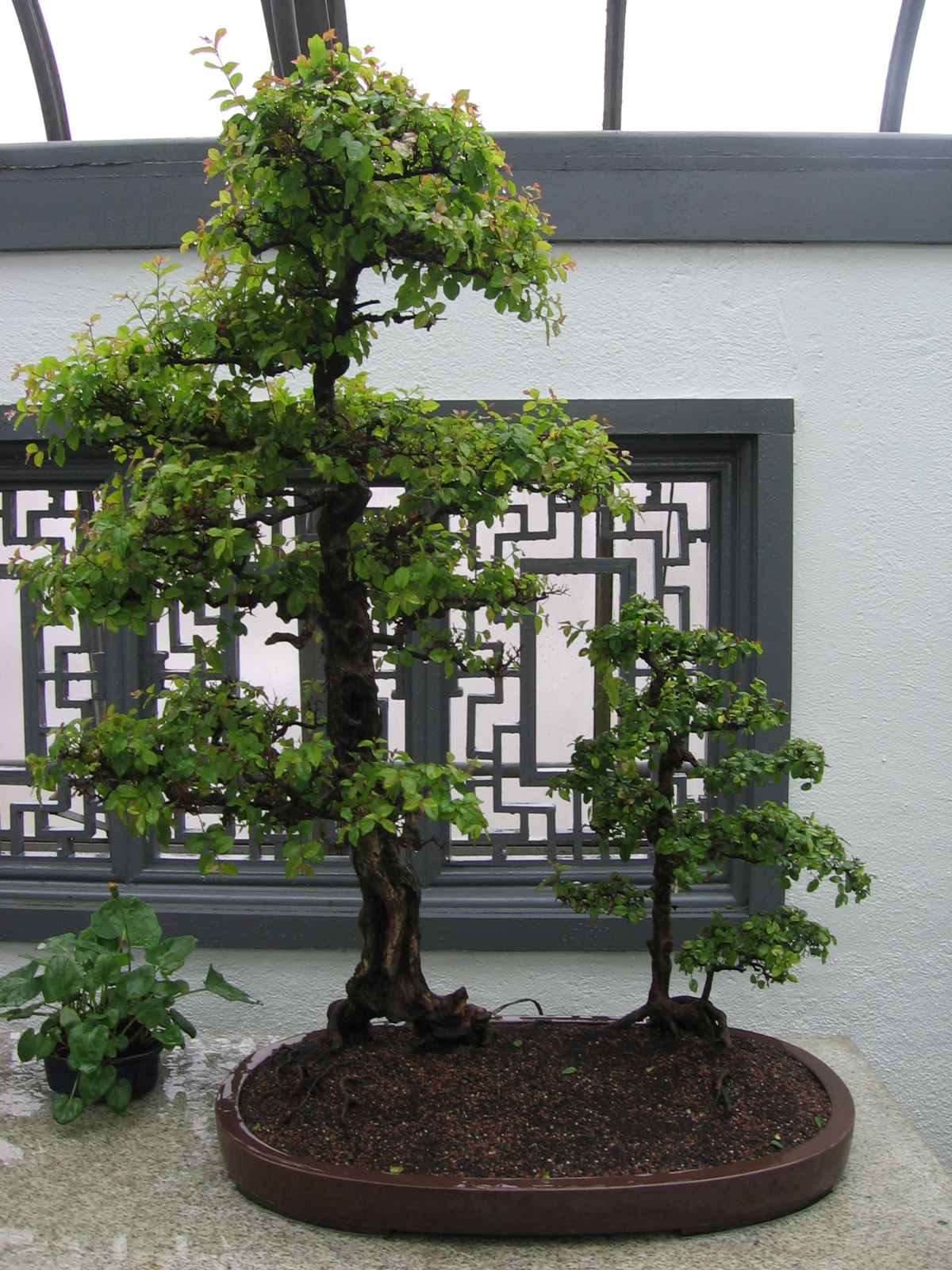
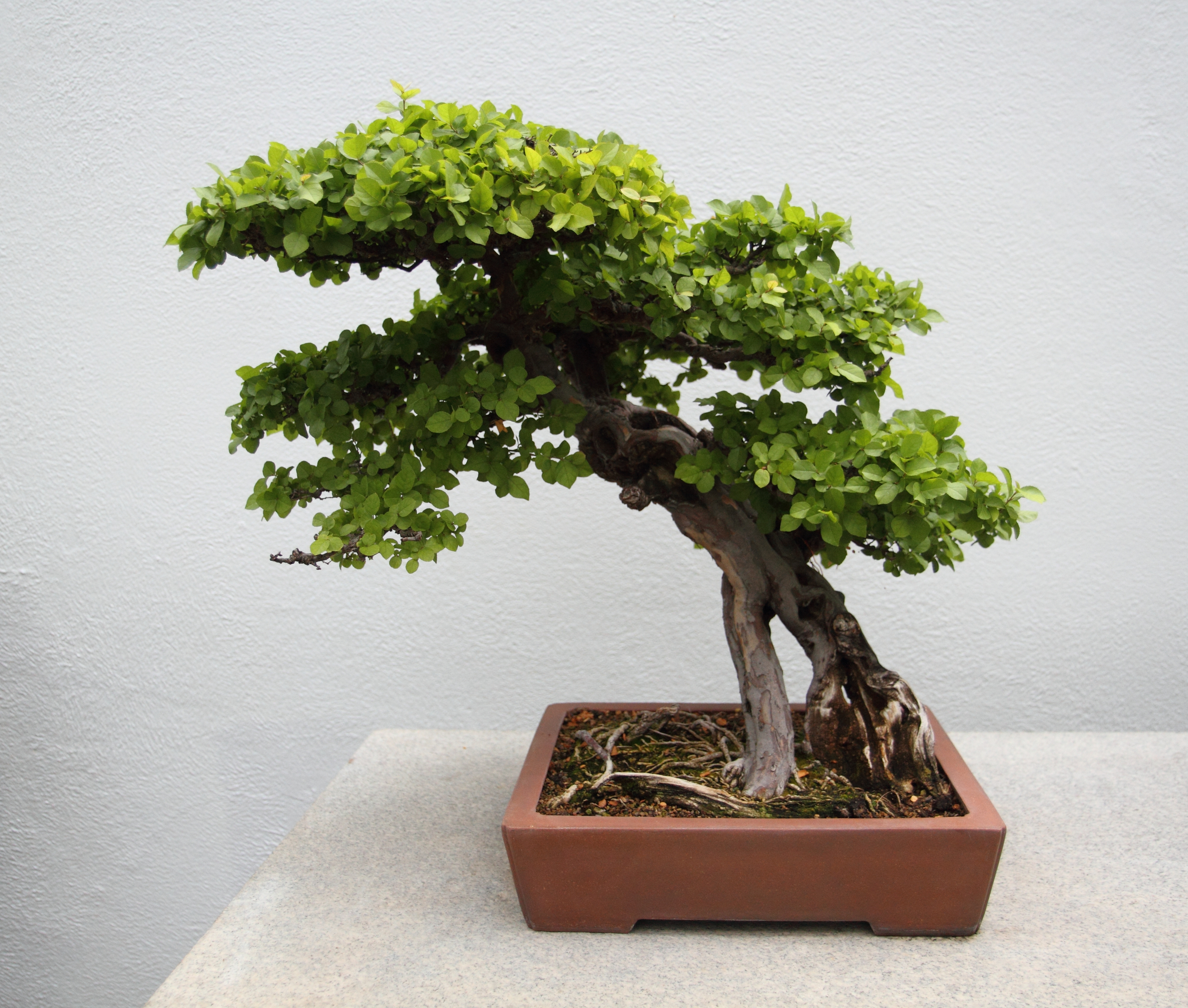